# Alginian amonu
Alginian amonu (E403) – organiczny związek chemiczny, sól amonowa kwasu alginowego. Naturalny polisacharyd stosowany jako dodatek do żywności.

## Otrzymywanie
Otrzymywany z brunatnic. W produkcji alginianu amonu dominują Wielka Brytania i Stanach Zjednoczonych.

## Zastosowanie
Wykorzystywany głównie w produkcji deserów, budyniów w proszku, lodów, napojów bezalkoholowych, barwników do żywności, przy produkcji niektórych kosmetyków, wody kotłowej i jogurtów. Zagęszcza produkty i stabilizuje. Jest również substancją żelującą.

## Zagrożenia
Nie ma przeciwwskazań spożywania produktów zawierających E403, niekiedy duże stężenie w organizmie może powodować zaburzenie wchłaniania żelaza.

## Status prawny
Oficjalnie dopuszczony przez Unię Europejską.